# Odontopera yeterefuna
Odontopera yeterefuna är en fjärilsart som beskrevs av Felix Bryk 1942. Odontopera yeterefuna ingår i släktet Odontopera och familjen mätare. Inga underarter finns listade i Catalogue of Life.